# Championnats du monde d'aviron 1989
Navigation
Édition précédente Édition suivante
Les championnats du monde d'aviron 1989, dix-neuvième édition des championnats du monde d'aviron, ont lieu en septembre 1989 à Bled, en Yougoslavie.

## Médaillés

### Hommes
| Épreuves     | Or | Or      | Argent | Argent  | Bronze | Bronze  |
| ------------ | --- | ------- | --- | ------- | --- | ------- |
| M1x          | Allemagne de l'Est Thomas Lange | 6:58.14 | Tchécoslovaquie Václav Chalupa | 7:01.05 | Union soviétique Jüri Jaanson | 7:01.31 |
| M2x          | Norvège Rolf Thorsen Lars Bjønness | 6:23.40 | Pays-Bas Ronald Florijn Nico Rienks | 6:24.68 | Autriche Christoph Zerbst Arnold Jonke | 6:25.80 |
| M4x          | Pays-Bas Hans Kelderman Koos Maasdijk Herman van den Eerenbeemt Rutger Arisz                                                                               | 6:03.99 | Italie Gianluca Farina Filippo Soffici Davide Tizzano Giovanni Calabrese                                                                                | 6:04.26 | Suède Per Olof Claesson David Svensson Tommy Österlund Fredrik Hulten                                                                                 | 6:05.66 |
| M2+          | Italie Carmine Abbagnale Giuseppe Abbagnale Giuseppe Di Capua                                                                                              | 6:54.81 | Roumanie Dragoș Neagu Ioan Snep Marin Gheorghe | 6:56.90 | Yougoslavie Milan Janša Robert Krašovec Gorazd Slilvnik                                                                                               | 6:57.97 |
| M2-          | Allemagne de l'Est Thomas Jung Uwe Kellner | 6:39.95 | Grande-Bretagne Simon Berrisford Steve Redgrave | 6:42.84 | Autriche Karl Sinziger Sr Herman Bauer | 6:43.40 |
| M4+          | Roumanie Vasile Năstase Dimitrie Popescu Valentin Robu Vasile Tomoiagă Marin Gheorghe                                                                      | 6:14.90 | Tchécoslovaquie Michal Šubrt Pavel Menšík Dusan Vicik Dušan Macháček Jiří Pták                                                                          | 6:17.37 | Grande-Bretagne Steve Turner Matthew Pinsent Gavin Stewart Terence Dillon Vaughan Thomas                                                              | 6:17.57 |
| M4-          | Allemagne de l'Est Jens Luedecke Thomas Greiner Ralf Brudel Olaf Förster                                                                                   | 6:06.94 | États-Unis Raul Rodriguez Jack Rusher Thomas Bohrer Richard Kennelly                                                                                    | 6:07.92 | Nouvelle-Zélande Bill Coventry Ian Wright Alastair Mackintosh Campbell Clayton-Greene                                                                 | 6:08.63 |
| M8+          | Allemagne de l'Ouest Jörg Puttlitz Norbert Keßlau Martin Steffes-Mies Dirk Balster Frank Dietrich Marc Mauerwerk Ansgar Wessling Roland Baar Manfred Klein | 5:43.88 | Allemagne de l'Est Stefan Schulz Mario Gruessel Roland Schröder Thomas Woddow Mario Kliesch (de) Holger Rose Thomas Baensch Hans Sennewald Peter Thiede | 5:45.70 | Grande-Bretagne Tim Foster Matthew Brittain Jim Walker Anton Obholzer Jonny Singfield Richard Phelps Jonny Searle Jonathan Hulls Adrian Ellison       | 5:47.01 |
| Poids légers | |         | |         | |         |
| LM1x         | Pays-Bas Frans Göbel | 7:17.07 | Belgique Wim Van Belleghem | 7:20.03 | Allemagne de l'Ouest Alwin Otten | 7:21.80 |
| LM2x         | Autriche Christoph Schmölzer Walter Rantasa | 7:03.33 | Espagne José María de Marco Pérez Fernando Climent Huerta                                                                                               | 7:03.53 | Tchécoslovaquie Petr Kovac Tibor Groeppel | 7:04.68 |
| LM4x         | Allemagne de l'Ouest Peter Uhrig Jan Fischer Björn Gehlsen Thomas Melges                                                                                   | 6:04.78 | Suisse Reto Fierz Philipp Ferlber Cirillo Ghielmetti Markus Gier                                                                                        | 6:07.24 | France Bruno Boucher Bruno Lebeda Roland Gaillac Thierry Renault                                                                                      | 6:07.50 |
| LM4-         | Allemagne de l'Ouest Klaus Altena Stephan Fahrig Michael Buchheit Bernhard Stomporowski                                                                    | 6:28.70 | Italie Nerio Gainotti Alfredo Striani Dario Longhin Mauro Torta                                                                                         | 6:32.36 | Grande-Bretagne Nicholas Strange Nicholas Howe Rob Williams Stuart Forbes                                                                             | 6:34.35 |
| LM8+         | Italie Enrico Barbaranelli Roberto Romanini Franco Falossi Danilo Fraquelli Vittorio Torcellan Carlo Gaddi Andrea Re Fabrizio Ravasi Giuseppe Lamberti     | 5:47.95 | Danemark Bo Vestergaard Svend Blitskov Jens Lindhardt Lars Rasmussen Flemming Meyer Michael Soeresen Vagn Nielsen Niels Henriksen Stephen Masters       | 5:49.38 | Allemagne de l'Ouest Alexander Trautmann Felix Prinz Detlef Glitsch Ingo Grevenmeyer Udo Hennig Sebastian Franke Thomas Palm Erik Ring Jörg Dederding | 5:51.15 |

### Femmes
| Épreuves     | Or | Or      | Argent | Argent  | Bronze                                                                             | Bronze  |
| ------------ | --- | ------- | --- | ------- | ---------------------------------------------------------------------------------- | ------- |
| W1x          | Roumanie Elisabeta Lipă | 7:27.96 | Allemagne de l'Est Birgit Peter | 7:31.47 | Hongrie Katalin Sarlós                                                             | 7:34.15 |
| W2x          | Allemagne de l'Est Jana Sorgers-Rau Beate Schramm | 7:01.71 | Roumanie Veronica Cochela Elisabeta Lipă | 7:07.32 | Bulgarie Pavlina Alexandrova Magdalena Georgieva                                   | 7:11.55 |
| W4x          | Allemagne de l'Est Kathrin Boron Sybille Schmidt Jutta Behrendt Jana Thieme                                                                          | 6:16.62 | Union soviétique Natalia Kvasja Mariya Omelianovych Svitlana Maziy Irina Kalimbet                                                               | 6:22.39 | Bulgarie Pavlina Alexandrova Magdalena Georgieva Galina Yahorova Krasimira Tocheva | 6:23.63 |
| W2-          | Allemagne de l'Est Kathrin Haacker Judith Zeidler | 7:26.97 | Roumanie Doina Șnep-Bălan Marioara Curelea | 7:30.70 | Allemagne de l'Ouest Stefani Werremeier Ingeburg Schwerzmann                       | 7:31.13 |
| W4-          | Allemagne de l'Est Christiane Harzendorf Ina Justh Annegret Strauch Ute Wild                                                                         | 6:45.81 | Chine Cao Mianying Hu Yadong Liu Xirong Zhou Shouying                                                                                           | 6:48.45 | Roumanie Adriana Bazon Mihaela Armășescu Livia Leonte                              | 6:50.58 |
| W8+          | Roumanie Anișoara Bălan Marioara Curelea Anca Tănase Georgeta Soare Adriana Chelariu Viorica Neculai Livia Leonte Mihaela Armășescu Ecaterina Oancia | 6:07.92 | Allemagne de l'Est Liane Justh Ute Wild Ina Grapenthin Annette Hohn Anja Kluge Katrin Schröder Ramona Balthasar Martina Walther Daniela Neunast | 6:08.19 | Chine                                                                              | 6:11.84 |
| Poids légers | |         | |         |                                                                                    |         |
| LW1x         | États-Unis Kristine Karlson | 8:01.12 | Belgique Rita Defauw | 8:03.14 | Pays-Bas Laurien Vermulst                                                          | 8:04.78 |
| LW2x         | États-Unis Carey Sands-Marden Kristine Karlson | 7:11.04 | Nouvelle-Zélande Philippa Baker Linda de Jong                                                                                                   | 7:13.70 | Allemagne de l'Ouest Christiane Weber Alrun Urbach                                 | 7:14.94 |
| LW4-         | Chine Liang Sanmei Zeng Meilan Zhang Huajie Lin Zhi-ai                                                                                               | 7:01.70 | Grande-Bretagne Sue Key Rachel Hirst Joanna Toch Katharine Brownlow                                                                             | 7:04.88 | Allemagne de l'Ouest Karin Zobeley Cornelia Cichy Ute Zobeley Claudia Engels       | 7:06.12 |